# Мехмед ага хамам
Мехмед ага хамам (на македонска литературна норма: Мехмед ага амам) е хамам, турска баня в струмишкото село Баница, Северна Македония. Хамамът е в руини.
Хамамът е разположен до Старата джамия и е от типа семейни хамами. Изграден е от камък, вар и печени тухли. Размерите му са 8х12 метра и има четири помешения. Основата му е била правоъгълна. От хамама е запазен добре само едно помещение с пострадал купол и южна стена. На купола има кръгли отвори за осветление. Висок е 4 метра. Хамамът е имал помещение за мъже и жени. Вероятно е бил изграден в XVII век, според местните жители от Мехмед ага.
Изоставен е доста преди джамията, която спира да функционира с изселването на турското население в 1955 година.